# Кельменецька селищна рада
Кельмене́цька се́лищна ра́да — адміністративно-територіальна одиниця та орган місцевого самоврядування в Кельменецькому районі Чернівецької області. Адміністративний центр — селище міського типу Кельменці.

## Загальні відомості
- Населення ради: 7 454 особи (станом на 1 лютого 2013 року)

## Населені пункти
Селищній раді підпорядковані населені пункти:
- смт Кельменці

## Склад ради
Рада складається з 30 депутатів та голови.
- Голова ради: Твердохліб Валентин Олексійович
- Секретар ради: Раренко Людмила Дмитрівна

### Керівний склад попередніх скликань
| Прізвище, ім'я, по батькові     | Основні відомості                                                | Дата обрання | Дата звільнення |
| ------------------------------- | ---------------------------------------------------------------- | ------------ | --------------- |
| Твердохліб Валентин Олексійович | Селищний голова, 1956 року народження, освіта вища, безпартійний | 26.03.2006   | 31.10.2010      |
| Твердохліб Валентин Олексійович | Селищний голова, 1956 року народження, освіта вища, безпартійний | 31.10.2010   |                 |

Примітка: таблиця складена за даними сайту Верховної Ради України

### Депутати
За результатами місцевих виборів 2010 року депутатами ради стали:

#### За суб'єктами висування
| Суб'єкт висування                                       | Кількість обраних депутатів | %    |
| ------------------------------------------------------- | --------------------------- | ---- |
| Партія регіонів                                         | 9                           | 30   |
| Політична партія Всеукраїнське об'єднання «Батьківщина» | 6                           | 20   |
| Політична партія «Фронт Змін»                           | 6                           | 20   |
| Самовисування                                           | 5                           | 16,7 |
| Народна партія                                          | 1                           | 3,3  |
| Партія «Відродження»                                    | 1                           | 3,3  |
| Партія «За Права Людини»                                | 1                           | 3,3  |
| Політична партія «Сильна Україна»                       | 1                           | 3,3  |

#### За округами
| № округу                                                | Прізвище, ім'я, по батькові         | Дата визнання обраним | Освіта             | Партійна приналежність                        | Відомості про обраного депутата                                   |
| ------------------------------------------------------- | ----------------------------------- | --------------------- | ------------------ | --------------------------------------------- | ----------------------------------------------------------------- |
| Народна Партія                                          |                                     |                       |                    |                                               |                                                                   |
| 29                                                      | Кирилюк Віктор Іванович             | 02.11.2010            | середня спеціальна | член Народної партії                          | Кельменці «АГРО», завідувач складом                               |
| Партія «ВІДРОДЖЕННЯ»                                    |                                     |                       |                    |                                               |                                                                   |
| 28                                                      | Лисько Валерій Васильович           | 02.11.2010            | середня            | член Партії «ВІДРОДЖЕННЯ»                     | залізнична станція «Ларга», залізничник                           |
| Партія «За Права Людини»                                |                                     |                       |                    |                                               |                                                                   |
| 11                                                      | Ткач Марія Григорівна               | 02.11.2010            | вища               | член Партії «За Права Людини»                 | тимчасово не працює                                               |
| Партія регіонів                                         |                                     |                       |                    |                                               |                                                                   |
| 2                                                       | Довгань Микола Дмитрович            | 02.11.2010            | вища               | член Партії регіонів                          | Кельменецьке ВУЖКГ, начальник                                     |
| 7                                                       | Пунга Анатолій Іванович             | 02.11.2010            | середня спеціальна | позапартійний                                 | Кельменецьке ВУЖКГ, оператор                                      |
| 8                                                       | Рингач Сергій Анатолійович          | 02.11.2010            | вища               | член Партії регіонів                          | ВАТ «Укртелеком», начальник відділу                               |
| 9                                                       | Городецька Майя Анатоліївна         | 02.11.2010            | вища               | член Всеукраїнського об'єднання «Батьківщина» | Районна бібліотека, заступник директора                           |
| 13                                                      | Дімітрюк Віссаріон Володимирович    | 02.11.2010            | вища               | член Партії регіонів                          | Кельменецьке ВУЖКГ, начальник будинкоуправління                   |
| 21                                                      | Чебан Олена Георгіївна              | 02.11.2010            | вища               | член Партії регіонів                          | пенсіонер                                                         |
| 23                                                      | Раренко Людмила Дмитрівна           | 02.11.2010            | вища               | член Партії регіонів                          | Кельменецька РДА, начальник відділу молоді                        |
| 26                                                      | Сокульський Сергій Миколайович      | 02.11.2010            | вища               | позапартійний                                 | Чернівецька митниця, старший інспектор                            |
| 30                                                      | Лупанчук Олександр Іванович         | 02.11.2010            | середня            | член Партії регіонів                          | Ресторан «Ретро», приватний підприємець                           |
| Політична партія Всеукраїнське об'єднання «Батьківщина» |                                     |                       |                    |                                               |                                                                   |
| 10                                                      | Кухар Ольга Миколаївна              | 02.11.2010            | вища               | член Всеукраїнського об'єднання «Батьківщина» | ПП «Кельменецький землемір», директор                             |
| 14                                                      | Кушнір Денис Петрович               | 02.11.2010            | вища               | член Всеукраїнського об'єднання «Батьківщина» | Кельменецька загальноосвітня школа І-ІІІ ст., вчитель             |
| 15                                                      | Завалецький Дмитро Дмитрович        | 02.11.2010            | вища               | член Всеукраїнського об'єднання «Батьківщина» | приватний підприємець                                             |
| 17                                                      | Адащук Тетяна Василівна             | 02.11.2010            | вища               | член Всеукраїнського об'єднання «Батьківщина» | Кельменецька загальноосвітня школа І-ІІІ ст., заступник директора |
| 18                                                      | Радецький Євгеній Васильович        | 02.11.2010            | вища               | позапартійний                                 | Чернівецька митниця, начальник відділу                            |
| 20                                                      | Ротар Алла Анатоліївна              | 02.11.2010            | вища               | член Всеукраїнського об'єднання «Батьківщина» | Кельменецька селищна рада, спеціаліст по юридичних питаннях       |
| Політична партія «Сильна Україна»                       |                                     |                       |                    |                                               |                                                                   |
| 12                                                      | Малий Олександр Володимирович       | 02.11.2010            | вища               | позапартійний                                 | Районне управління юстиції, заступник начальника                  |
| Політична партія «Фронт Змін»                           |                                     |                       |                    |                                               |                                                                   |
| 1                                                       | Раренко Іван Іванович               | 02.11.2010            | середня            | член Політичної партії «Фронт Змін»           | Кельменецьке ВУЖКГ, контролер                                     |
| 3                                                       | Губа Ніна Валентинівна              | 02.11.2010            | вища               | член Політичної партії «Фронт Змін»           | Укрпошта, заступник начальника                                    |
| 5                                                       | Мардар Юрій Валентинович            | 02.11.2010            | вища               | позапартійний                                 | Чернівецька митниця, головний інспектор                           |
| 6                                                       | Шкрумеда Ігор Васильович            | 02.11.2010            | вища               | член Політичної партії «Фронт Змін»           | приватний підприємець                                             |
| 24                                                      | Пастух Анжела Степанівна            | 02.11.2010            | вища               | член Політичної партії «Фронт Змін»           | Ресторан «Пастораль», приватний підприємець                       |
| 25                                                      | Дворський Олександр Андрійович      | 02.11.2010            | середня            | член Політичної партії «Фронт Змін»           | приватний підприємець                                             |
| Самовисування                                           |                                     |                       |                    |                                               |                                                                   |
| 4                                                       | Козловськийович Олександр Антонович | 02.11.2010            | вища               | позапартійний                                 | приватний підприємець                                             |
| 16                                                      | Бурлака Ольга Миколаївна            | 02.11.2010            | вища               | позапартійна                                  | Кельменецьке РВ УМВС, бухгалтер                                   |
| 19                                                      | Адамчук Алла Василівна              | 02.11.2010            | вища               | член Політичної партії «Наша Україна»         | Кельменецька загальноосвітня школа І-ІІІ ст., вчитель             |
| 22                                                      | Крупко Сергій Юрійович              | 02.11.2010            | вища               | позапартійний                                 | ФДП «Нафтогазмережа», майстер СЗМ                                 |
| 27                                                      | Рингач Володимир Анатолійович       | 02.11.2010            | середня            | позапартійний                                 | Кельменецька селищна рада, спеціаліст з земельних питань          |